# Jane Wyman
Pour les articles homonymes, voir Wyman.
Jane Mayfield, dite Jane Wyman, est une actrice et réalisatrice américaine, née le 5 janvier 1917 à Saint Joseph (Missouri) et morte le 10 septembre 2007 à Palm Springs.

## Biographie
Elle débute à la radio puis, dès 1932, au cinéma dans de petits rôles à Hollywood, avec le pseudonyme « Jane Durrell ». Elle opte pour le nom « Jane Wyman » lorsqu’elle obtient un contrat avec la Warner Bros. en 1936.

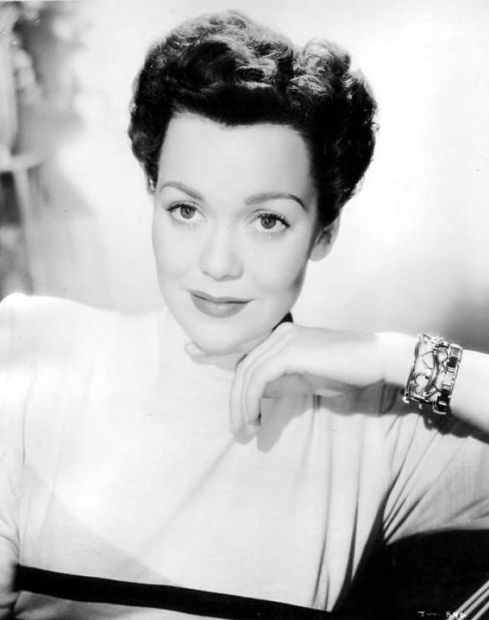
Jane Wyman en 1947.

Elle est partenaire de Ray Milland, Gregory Peck, Marlene Dietrich, Charles Laughton, Edward G. Robinson, James Stewart ou Kirk Douglas, est nommée quatre fois à l'Oscar de la meilleure actrice. Elle est aussi à l'aise dans le mélodrame d'après Marjorie Kinnan Rawlings ou remake du film de Jean Stelli Le Voile bleu (1942, avec Gaby Morlay), dans la comédie qui l'oppose à James Stewart, David Niven, Jack Carson, dans des films signés Alfred Hitchcock et Billy Wilder ou une adaptation de Tennessee Williams, La Ménagerie de verre. Elle s'essaie à la comédie musicale au côté de Bing Crosby sous la direction de Frank Capra dans Si on mariait papa. Elle revient au western pour Raoul Walsh, et succède à Barbara Stanwyck dans le remake de Mon grand (So Big!) de William A. Wellman.
Douglas Sirk lui offre deux classiques du mélodrame : Le Secret magnifique et Tout ce que le ciel permet, les deux face au séducteur Rock Hudson.
Vedette de série dès 1955 (Jane Wyman Presents The Fireside Theatre), l'actrice revient dans les années 1980 dans le soap de luxe Falcon Crest, où elle est la grand-mère de Lorenzo Lamas.
De 1940 à 1948, elle a été la première épouse de l'acteur et futur président des États-Unis Ronald Reagan, avec qui elle a eu deux enfants (Maureen et Christine) et en a adopté un (Michael).

## Filmographie

### Cinéma

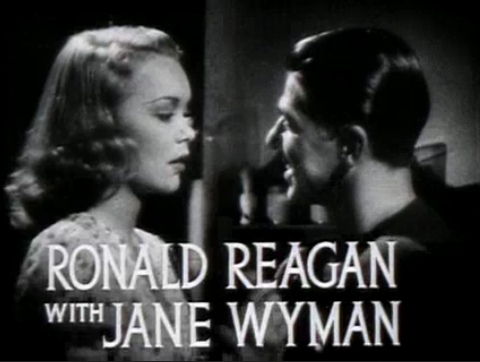
Jane Wyman avec Ronald Reagan dans le générique du film Les Cadets de Virginie (Brother Rat) en 1938.

- 1932 : Kid d'Espagne (The Kid from Spain) de Leo McCarey : Goldwyn Girl (non créditée)
- 1933 : Chercheuses d'or de 1933 (Gold Diggers of 1933) de Mervyn LeRoy : (non créditée)
- 1935 : La Dernière Rumba (Rumba) de Marion Gering : Chorus girl
- 1936 : King of Burlesque de Sidney Lanfield (non créditée)
- 1936 : Bengal Tiger de Louis King (non créditée)
- 1936 : Caïn et Mabel (Cain and Mabel) de Lloyd Bacon : Chorus girl
- 1936 : The Sunday Round-Up : Butte Soule
- 1936 : Mon homme Godfrey (My Man Godfrey) de Gregory La Cava : Une invitée
- 1936 : Stage Struck de Busby Berkeley (non créditée)
- 1936 : Here Comes Carter de William Clemens (non créditée)
- 1936 : En parade (Gold Diggers of 1937) de Lloyd Bacon : danseuse de revue
- 1937 : Le Roi et la Figurante (The King and the Chorus Girl) : Babette Latour
- 1937 : Smart Blonde de Frank McDonald : Dixie
- 1937 : Public Wedding de Nick Grinde
- 1937 : Monsieur Dodd prend l'air (Mr. Dodd Takes the Air) d'Alfred E. Green : Marjorie Day
- 1937 : Rivalité (Slim) de Ray Enright : La fille de Stumpy
- 1937 : Little Pioneer : Katie Snee
- 1937 : Ready, Willing and Able de Ray Enright
- 1937 : The Singing Marine de Ray Enright
- 1938 : The Spy Ring de Joseph H. Lewis
- 1938 : He Couldn't Say No de Lewis Seiler
- 1938 : La foule hurle (The Crowd Roars) de Jean Daumery : Vivian
- 1938 : Les Cadets de Virginie (Brother Rat) de William Keighley : Claire Adams
- 1938 : The Kid from Kokomo de Lewis Seiler : Marian Bronson
- 1938 : Wide Open Faces de Kurt Neumann : Betty Martin
- 1939 : Descente en vrille (Tail Spin) de Roy Del Ruth : Alabama
- 1939 : Kid Nightingale de George Amy : Judy Craig
- 1939 : Private Detective de Noel M. Smith : Myrna Winslow
- 1940 : Brother Rat and a Baby de Ray Enright
- 1940 : An Angel from Texas de Ray Enright
- 1940 : Flight Angels (en) de Lewis Seiler : Nan Hudson
- 1940 : My Love Came Back de Curtis Bernhardt : Joy O'Keefe
- 1940 : Tugboat Annie Sails Again de Lewis Seiler : Peggy Armstrong
- 1940 : Gambling on the High Seas (en) de George Amy : Laurie Ogden
- 1941 : Jimmy s'en va-t-en guerre (You're in the Army Now) de Lewis Seiler : Bliss Dobson
- 1941 : Bad Men of Missouri (it) de Ray Enright : Mary Hathaway
- 1941 : Honeymoon for Three : Elizabeth Clochessy
- 1941 : The Body Disappears : Joan Shotesbury
- 1942 : Mon espion favori (My Favorite Spy) : Connie
- 1942 : Larceny, Inc. : Denny Costello
- 1942 : Swing au cœur (Footlight Serenade) de Gregory Ratoff : Flo La Verne
- 1943 : La Petite Exilée (Princess O'Rourke) de Norman Krasna : Jean Campbell
- 1944 : The Doughgirls : Vivian Mardsen Halstead
- 1944 : Make Your Own Bed : Susan Courtney
- 1944 : Crime by Night : Robbie Vance
- 1944 : Hollywood Canteen de Delmer Daves : Cameo
- 1945 : Le Poison (The Lost Weekend) de Billy Wilder : Helen St. James
- 1945 : One More Tomorrow : Frankie Connors
- 1946 : Jody et le Faon (The Yearling) de Clarence Brown : Ma Baxter
- 1946 : Nuit et Jour (Night and Day) de Michael Curtiz : Gracie Harris
- 1947 : Cheyenne : Ann Kincaid
- 1947 : La Cité magique (Magic Town) de William A. Wellman : Mary Peterman
- 1948 : Johnny Belinda de Jean Negulesco : Belinda McDonald
- 1949 : L'Extravagant M. Philips (A Kiss in the dark) : Polly Haines
- 1949 : The Lady Takes a Sailor : Jennifer Smith
- 1950 : Le Grand Alibi (Stage Fright) de Alfred Hitchcock : Eve Gill / Doris Tinsdale
- 1950 : La Ménagerie de verre (The Glass Menagerie) de Irving Rapper : Laura Wingfield
- 1951 : Vénus en uniforme (Three Guys Named Mike) : Marcy Lewis
- 1951 : Si l'on mariait papa (Here Comes the Groom) de Frank Capra : Emmadel Jones
- 1951 : La Femme au voile bleu (The Blue Veil), de Curtis Bernhardt : Louise Mason
- 1951 : Thea Screen Director (court métrage) : Elle-même
- 1951 : La Ronde des étoiles (Starlift) de Roy Del Ruth : Caméo
- 1952 : Pour vous, mon amour (Just for You) : Carolina Hill
- 1952 : The Story of Will Rogers de Michael Curtiz : Betty Rogers
- 1953 : Remarions-nous (Let's Do It Again) : Constance 'Connie' Stuart
- 1953 : Mon grand (So Big) de Robert Wise : Selina DeJong
- 1954 : Le Secret magnifique (Magnificent Obsession) de Douglas Sirk : Helen Phillips
- 1955 : Tout ce que le ciel permet (All That Heaven Allows) de Douglas Sirk : Cary Scott
- 1955 : Une femme extraordinaire (Lucy Gallant) de Robert Parrish : Lucy Gallant
- 1956 : Immortel Amour de Rudolph Maté : Ruth Wood
- 1959 : Holiday for Lovers : Mme Mary Dean
- 1960 : Pollyanna de David Swift : Tante Polly
- 1962 : Bon Voyage ! de James Neilson : Katie Willard
- 1969 : How to Commit Marriage : Elaine Benson
- 1987 : Happy 100th Birthday Hollywood (documentaire TV) : Elle-même
- 1996 : Wild Bill: Hollywood Maverick (film documentaire) : Elle-même
- 1998 : Off the Menu: The Last Days of Chasen's (film documentaire) : Elle-même
- 2002 : The Making of 'Far From Heaven' (documentaire TV) : Cary Scott

### Télévision
- 1955 : General Electric Theater : Dr. Amelia Morrow
- 1955-1958 : Jane Wyman Presents The Fireside Theatre : Fran / Amelia / Marge / Cleary Penryn
- 1958 et 1962 : La Grande Caravane (Wagon Train) : Hannah / Dr. Carol Willoughby
- 1960 : Échec et mat (Checkmate) : Joan Talmadge
- 1961 : The Investigators : Elaine
- 1964 et 1967 : Insight : Marie
- 1968 : The Red Skelton Show : Clara Appleby
- 1970 : Mes trois fils (My Three Sons) : Sylvia Cannon
- 1971 : The Failing of Raymond : Mary Bloomquist
- 1972 : Le Sixième Sens (The Sixthe Sense) : Ruth Ames
- 1972-1973 : The Bold Ones: The New Doctors : Dr. Amanda Fallon
- 1973 : Amanda Fallon : Dr. Amanda Fallon
- 1974 : Owen Marshall: Counselor at Law : Sophia Ryder
- 1979 : The Incredible Journey of Doctor Meg Laurel (en) : Granny Arrowroot
- 1980 : La croisière s'amuse (The Love Boat) : Sœur Patricia
- 1980 : Drôles de dames (Charlie's Angels) : Eleanor Willard
- 1981-1990 : Falcon Crest : Angela Channing
- 1993 : Docteur Quinn, femme médecin (Dr. Quinn, Medicine Woman) : Elizabeth Quinn

## Nominations

### Oscar
- 1947 : Nomination Meilleure actrice pour Jody et le Faon
- 1949 : Meilleure actrice pour Johnny Belinda
- 1952 : Nomination Meilleure actrice pour La Femme au voile bleu
- 1955 : Nomination Meilleure actrice pour Le Secret magnifique

## Dans la fiction
Elle est incarnée par Mena Suvari dans le film Reagan (2021) de Sean McNamara.